# Vadonia monostigma
Vadonia monostigma är en skalbaggsart som beskrevs av Ludwig Ganglbauer 1881. Vadonia monostigma ingår i släktet Vadonia och familjen långhorningar. Inga underarter finns listade i Catalogue of Life.